# Hypatima subdentata
Hypatima subdentata är en fjärilsart som beskrevs av Diakonoff 1954. Hypatima subdentata ingår i släktet Hypatima och familjen stävmalar. Inga underarter finns listade i Catalogue of Life.